# Polonesas (Chopin)

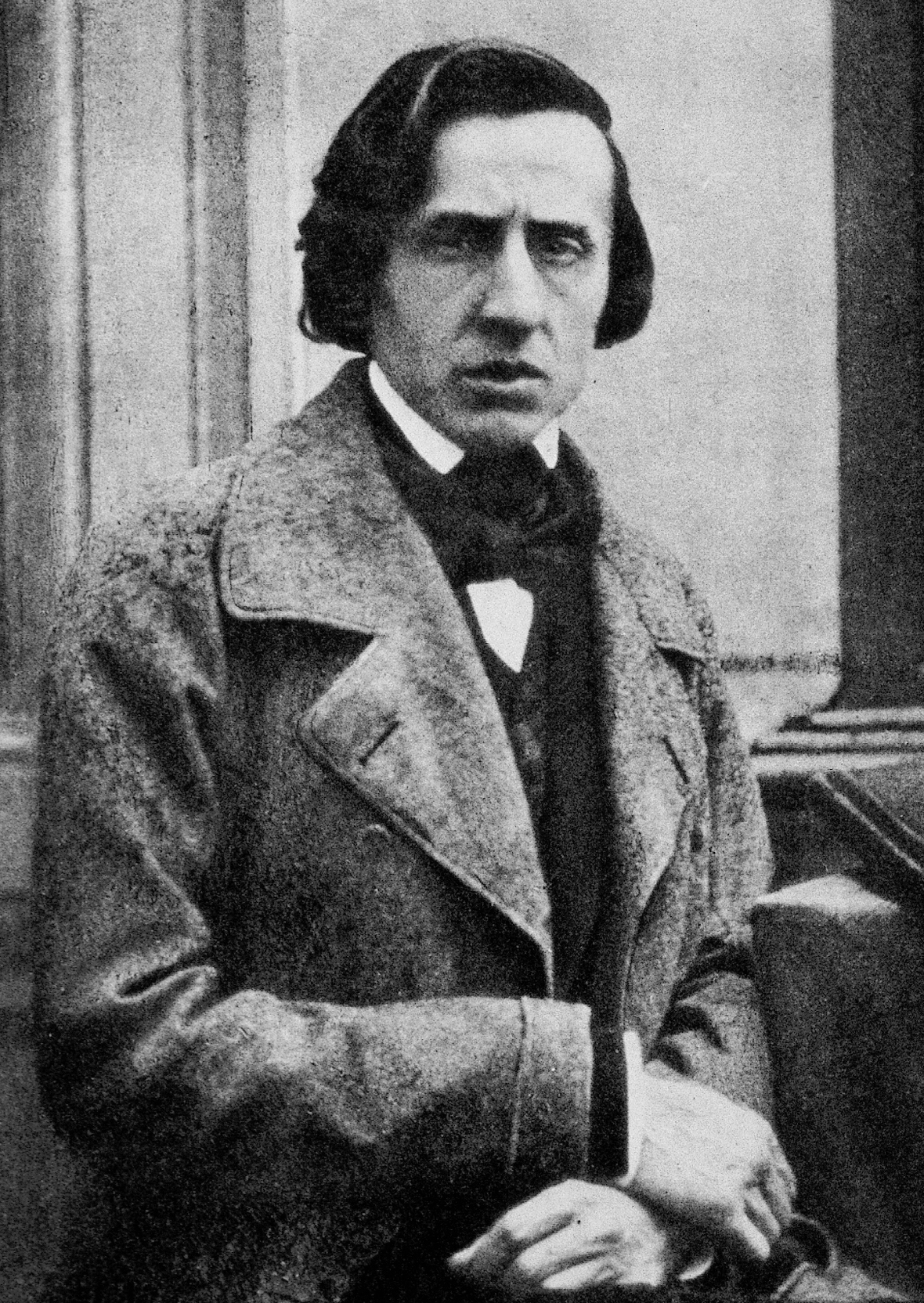
Fryderyk Chopin escribió al menos 23 polonesas

Las polonesas son un género musical que fue muy cultivado por el compositor polaco Fryderyk Chopin, quien escribió al menos veintitrés de ellas, las cuales se cuentan entre las polonesas más célebres y notables. Chopin escribió polonesas durante la práctica totalidad de su vida musical, pues la primera data de 1817, cuando tenía tan sólo siete años de edad; y la última, la conocida Polonesa-fantasía, se publicó en 1846, tres años antes de su fallecimiento. Por otro lado, la mayoría de las polonesas de Chopin fueron compuestas para piano solo, pero también están la Andante spianato et Grande Polonaise brillante Op. 22 en mi bemol mayor, para piano y orquesta —aunque existe además una versión para piano solo—, y la Introducción y polonesa brillante Op. 3 en do mayor para piano y violonchelo. 
Algunas de las polonesas más conocidas son la Polonesa Heroica Op. 53, en la bemol mayor, y la Polonesa Militar Op. 40. 

## Polonesas para piano solo
Fryderyk Chopin escribió al menos veintitrés polonesas para piano solo, de las cuales: 
- 7, la Polonesa-fantasía inclusive, fueron publicadas durante su vida;
- 3 fueron publicadas póstumamente con número de opus;
- 6 fueron publicadas de manera póstuma sin número de opus;
- 7, como mínimo, se han perdido.

## Lista de polonesas de Chopin
NOTA: Para piano solo, a menos que se indique lo contrario.
| Número de la serie | Tonalidad           | Compuesta en       | Publicada en | Opus           | Brown    | Kobylańska | Chominski | Dedicatoria                                           | Notas |
| ------------------ | ------------------- | ------------------ | ------------ | -------------- | -------- | ---------- | --------- | ----------------------------------------------------- | --- |
| 11                 | Sol menor           | 1817               | 1817         | -              | B. 1     | KK IIa/1   | S1/1      | Condesa Wiktoria Skarbek                              | Publicadas por el padre de Chopin. |
| -                  | Do mayor            | 1829-30            | 1831         | Op. 3          | B. 41/52 |            | P1/1      |                                                       | Para chelo y piano. |
| -                  | Mi bemol mayor      | 1830-34            | 1836         | Op. 22         | B. 58/88 |            |           |                                                       | En principio para piano y orquesta; también existe una versión para piano solista.                                                                                               |
| 1                  | Do sostenido menor  | 1834-35            | 1836         | Op. 26/1       | B. 90/1  |            |           | Joseph Dessauer                                       | |
| 2                  | Mi bemol menor      | 1834-35            | 1836         | Op. 26/2       | B. 90/2  |            |           | Joseph Dessauer                                       | |
| 3                  | La mayor            | 1838 (October)     | 1841         | Op. 40/1       | B. 120   |            |           | Julian Fontana                                        | Polonesa Militar |
| 4                  | Do menor            | 1838-39            | 1841         | Op. 40/2       | B. 121   |            |           |                                                       | |
| 5                  | Fa sostenido menor  | 1840-41            | 1841         | Op. 44         | B. 135   |            |           | Mme. Princesse Charles de Beauveau, née de Komar      | Polonesa Trágica |
| 6                  | La bemol mayor      | 1842               | 1843         | Op. 53         | B. 147   |            |           | Auguste Léo                                           | Polonesa Heroica |
| 7                  | La bemol mayor      | 1845-46            | 1846         | Op. 61         | B. 159   |            |           | Mme. A. Veyret                                        | Polonesa-Fantasía |
| 8                  | Re menor            | 1825               | 1855         | Op. post. 71/1 | B. 11    |            |           |                                                       | |
| 9                  | Si bemol mayor      | 1828               | 1855         | Op. post. 71/2 | B. 24    | -          | -         |                                                       | |
| 10                 | Fa menor            | 1828               | 1855         | Op. post. 71/3 | B. 30    | -          | -         |                                                       | |
| 14                 | Sol sostenido menor | 1822               | 1864         | -              | B. 6     | KK IVa/3   | P1/3      | Mme. Du-Pont                                          | |
| 16                 | Sol bemol mayor     | 1829 (julio)       | 1870         | -              | B. 36    | KK IVa/8   | P1/8      |                                                       | |
| 15                 | Si bemol menor      | 1826-27            | 1879         | -              | B. 13    | KK IVa/5   | P1/5      | "Son ami Guillaume Kolberg, en partant pour Reinertz" | Incluye una cita de La gazza ladra de Rossini. |
| 13                 | La bemol mayor      | 1821               | 1902         | -              | B. 5     | KK IVa/2   | P1/2      | Wojciech (Adalbert) Żywny                             | Algunas fuentes dudan de la autoría. |
| 12                 | Si bemol mayor      | 1817               | 1947         | -              | B. 3     | KK IVa/1   |           |                                                       | |
| -                  | ?                   | "temprano"         | -            |                |          | KK Vf      |           |                                                       | Varias polonesas, ahora perdidas |
| -                  | ?                   | 1818               | -            | -              | -        | -          | -         | -                                                     | Dos polonesas presentadas el 26 de septiembre de 1818 a la emperatriz Sofía Dorotea de Wurtemberg, madre del zar Alejandro I, con ocasión de su visita a Varsovia. Se perdieron. |
| -                  | ?                   | 1825               | -            | -              | -        | KK Vf      | -         | -                                                     | Perdidas; sobre temas de Rossini (El barbero de Sevilla) y Spontini; mencionadas en una carta de Chopin de noviembre de 1825.                                                    |
| -                  | ?                   | 1831 (hacia julio) | -            | -              | -        | KK Vc/1    |           |                                                       | Perdida. |
| -                  | ?                   | 1832               | -            | -              | -        | KK Vc/3    |           |                                                       | Mencionada en una carta de Chopin fechada el 10 de septiembre de 1832. |